# Ilse Konell
 Ilse Konell  (* 5. November 1919 in Oederan als Ilse Helene Schmeißer; † 17. September 2012 in Mölln) war eine deutsche Literatur-Mäzenin.

## Leben
Ilse Konell lebte seit 1955 gemeinsam mit ihrem Mann, dem Dichter George Konell, in Wiesbaden, später auch in Wyk auf der Nordseeinsel Föhr und im nordfriesischen Niebüll. Nach dem Tod ihres Mannes entschloss sie sich, als Mäzenin und Verlegerin die Literatur in Wiesbaden zu fördern. Damit wollte sie das Werk ihres Mannes im öffentlichen Bewusstsein wachhalten und gleichzeitig die Arbeit freier Schriftsteller unterstützen, deren Existenznöte sie aus eigener Erfahrung kannte.
Ilse Konell unterhielt zeitlebens zahlreiche Kontakte zu anderen deutschen Kulturschaffenden, darunter der Schriftsteller Johannes Mario Simmel und der Schauspieler Klaus Maria Brandauer. Sie starb im Jahr 2012 im Alter von 92 Jahren in Mölln, dem Wohnsitz ihrer letzten Jahre.
Ilse Konell liegt neben ihrem Mann auf dem Wiesbadener Südfriedhof begraben.

## Preis-Stiftungen
Zum Andenken an das literarische Schaffen ihres Mannes stiftete Ilse Konell in Zusammenarbeit mit der Landeshauptstadt Wiesbaden mehrere Literaturpreise.

### George-Konell-Preis und George-Konell-Förderpreis
Der George-Konell-Preis der Landeshauptstadt Wiesbaden wird alle 2 Jahre für ein literarisches Gesamtwerk oder eine literarische Erstveröffentlichung einer eines Autors verliehen. Die Künstler müssen ihren ständigen Wohnsitz in Hessen haben. Der Preis ist mit einem Preisgeld von 5.000 Euro dotiert. Die Preisträger werden von einer Jury ausgewählt, die jeweils für zwei Preisverleihungen eingesetzt ist.
Der mit 500 Euro dotierte George-Konell-Förderpreis wird alle zwei Jahre an einen Schüler für einen Prosatext verliehen. Es wird ein Werk erwartet, das einen souveränen, sensiblen und kreativen Umgang mit der deutschen Sprache erkennen lässt. Inhaltliche Vorgaben gibt es nicht. Eine Jury entscheidet alle zwei Jahre über die Preisverleihung.

### Wiesbadener Lyrikpreis Orphil und Orphil-Debütpreis
Der mit 10.000 Euro dotierte Wiesbadener Lyrikpreis Orphil wurde aus Anlass des 100. Geburtstages des Dichters im Jahr 2012 erstmals verliehen und wird künftig alle zwei Jahre von der Landeshauptstadt Wiesbaden in Kooperation mit hr2-Kultur vergeben. George Konell nannte die eisernen Gockel auf den Rathäusern Frankreichs, die für ihn das Lied des Sängers Orpheus wie auch die Ideale der Französischen Revolution verkörperten, Orphil. Mit dem Literaturpreis werden Lyriker ausgezeichnet, deren Werke Stellung beziehen und sich politischen wie stilistischen Moden zu widersetzen wissen. Eine unabhängige Jury, bestehend aus dem Kritiker und Herausgeber Michael Braun, dem Literaturkritiker Alf Mentzer vom Hessischen Rundfunk sowie der Schriftstellerin Silke Scheuermann, kürt die Preisträger.
Die Jury vergibt zusätzlich den mit 2.500 Euro dotierten Orphil-Debütpreis.

## Wirken als Verlegerin
Um die Veröffentlichung von George Konells Werken nach dessen Tod im Jahr 1991 sicherzustellen, rief Ilse Konell im Jahr 1999 in Niebüll den Orphil-Verlag ins Leben, der bis zu ihrem Tod im Jahr 2012 fortbestand. Als Nachlassverwalterin ihres Mannes gab sie alle Publikationen des Verlags selbst heraus. Im Jahr 2011 veröffentlichte sie ihre Autobiografie Die Frau des Dichters: Memoiren einer Rothaarigen.

## Veröffentlichungen
- George Konell: Janin. Gedicht-Zyklus. Euro-Verlag Schweiz, Thun 1998 / Orphil, Niebüll 1999.
- George Konell: Aschermittwoch. 2. Teil: Charon - Des Fährmanns Nein. Orphil, Niebüll 2000.
- George Konell: Tehura. Poetische Impressionen. Orphil, Niebüll 2001.
- Ilse Konell (Hrsg.): Jules Siber: Paganinis Wiederkehr. Ein Leben für die Kunst. Orphil, Niebüll 2003.
- George Konell: Das Amselnest. Orphil, Niebüll 2004.
- George Konell: Requiem. Trauerspiel um Mozarts Tod. Orphil, Niebüll 2006.
- Ilse Konell: Die Frau des Dichters: Memoiren einer Rothaarigen. Aufzeichnungen. Orphil, Niebüll 2011.